# Charles Didier

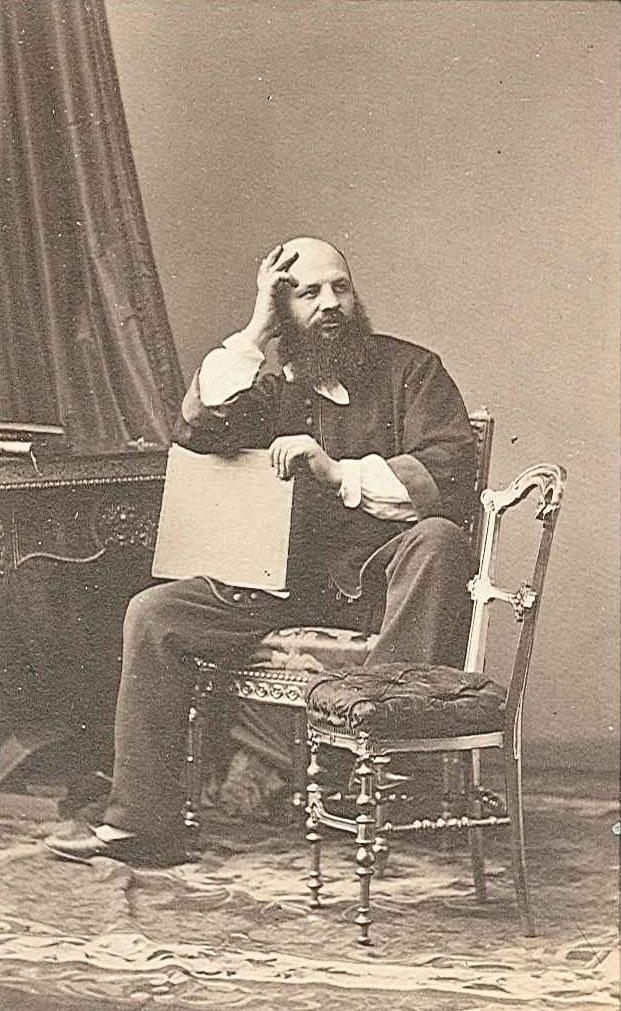
Charles Didier

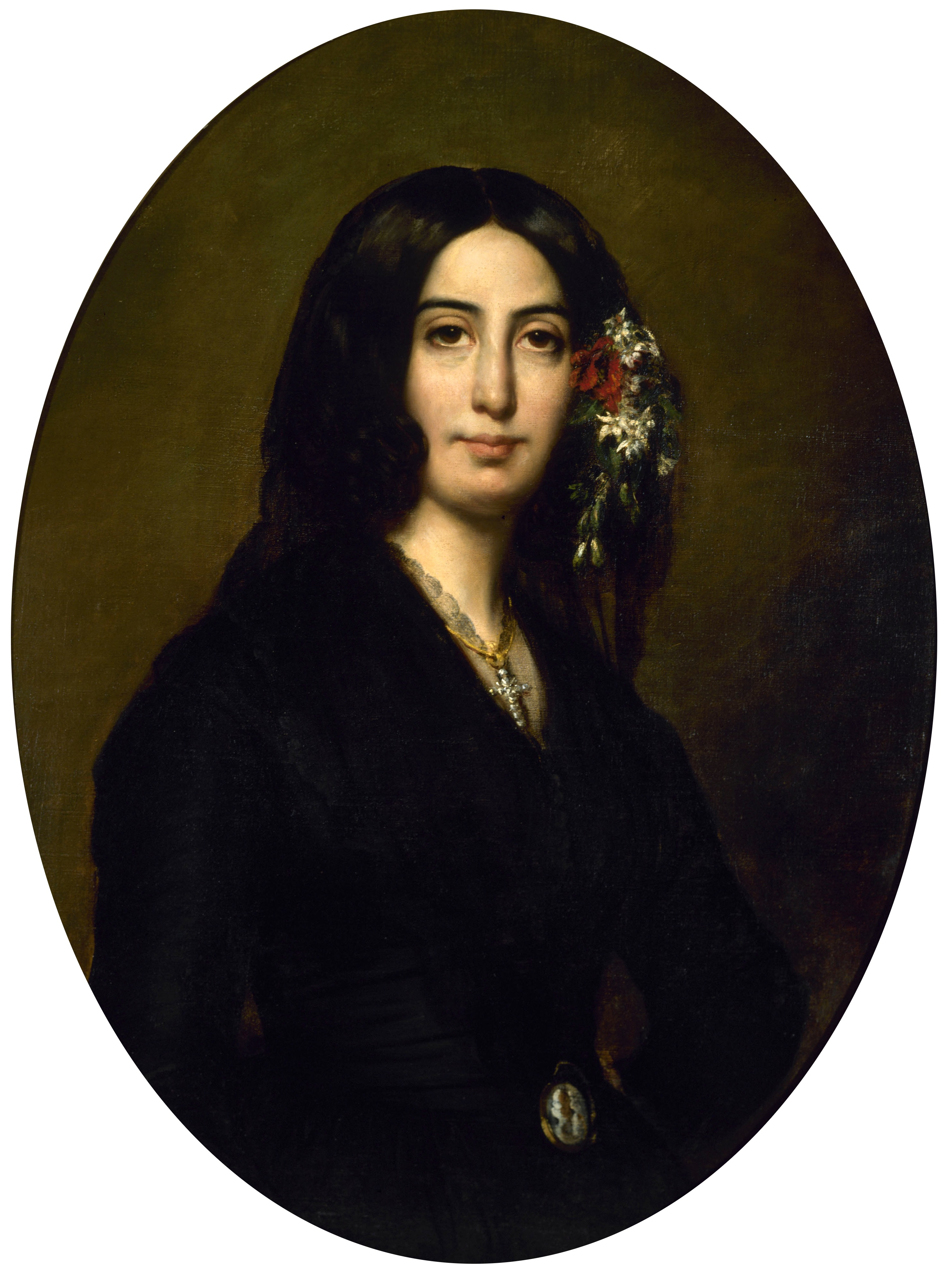
George Sand (1838)

Charles-Emmanuel Nicolas Didier (* 15. September 1805 in Genf; † 7. März 1864 in Paris) war ein Schweizer französischsprachiger Dichter, Journalist und Reiseschriftsteller, der unter anderem Karl May beeinflusst hat.

## Leben und Werk
Charles Didier betrieb zunächst klassische literarische Studien in Genf, wo er die beiden Gedichtsammlungen La Harpe helvétique (1825) und Mélodies helvétiques (1828) veröffentlichte. Gegen Ende der 1820er Jahre bereiste er Italien bis nach Sizilien. 1830 liess er sich in Paris nieder, wo ihn Béranger, Chateaubriand, Hugo, Dumas willkommen hiessen und wo er mit seinem Roman Rome souterraine (1833) über die Carbonari Erfolg hatte, sich mit Sainte-Beuve, George Sand und Félicité de Lamennais anfreundete und eine journalistische und literarische Karriere verfolgte, die durch zahlreiche Reisen unterbrochen wurde. Den Winter 1853/54 verbrachte er in Kairo und beschrieb hier Basare, Pyramiden, Moscheen und das Justiz- und Gesundheitssystem. Er reiste einen Teil mit Richard Burton (1821–1890) zusammen und begann seine Reise in Arabien mit einem Besuch des Gross-Scherifs (Grand-Chérif) von Mekka in Ta'if und Dschidda, danach setzte er über nach Afrika und erforschte die Wüste von Sawakin nach Khartum im Sudan, gab Nachricht über die Mission am Weissen Nil und kehrte über Ägypten heim. Seine Reiseberichte sind heute nahezu vergessen, sie leben in den Erzählungen von Karl May fort, der in Didiers Werken Vorlagen fand. Didiers Haupterfolg blieb sein Roman Rome souterraine (1833). Er schrieb auch für die Revue encyclopédique und die Revue des Deux Mondes. Vom Leben enttäuscht, mit einer angeschlagenen Gesundheit und finanziellen Problemen konfrontiert, beging Didier schliesslich am 8. März 1864 in Paris Suizid, nachdem er vollständig erblindet war.
Seine beiden Werke Rome souterraine und Campagne de Rome wurden durch die römisch-katholische Glaubenskongregation 1835 bzw. 1844 auf den Index der verbotenen Bücher gesetzt.

## Werke (Auswahl)
lyrische Dichtungen
- 1825: La Harpe helvétique
- 1828: Mélodies helvétiques (eingeschränkte Vorschau in der Google-Buchsuche)

Romane
- 1833: Rome souterraine. Band I: Textarchiv – Internet Archive, Band II: Textarchiv – Internet Archive.
- 1838: Chavornay
- 1844–45 Caroline en Sicile
- 1859: Les amours d’Italie

Helmut Lieblang hat eine Reihe seiner ins Deutsche übersetzten Romane zusammengestellt: 

„›Anselmo‹ (Braunschweig 1835), ›Chevalier Robert‹ (Zwickau 1839), ›Die Geheimnisse von Rom‹ (Halberstadt 1846). Unter dem Reihentitel ›Sämmtliche Schriften‹ erschienen 1845–1847 in Nordhausen ›Caroline in Sizilien‹, ›Thekla oder der Consul in Marokko‹, ›Als Geliebte, als Mutter‹ und ›Ritter Robert oder Leben und Ende eines modernen Weltverbesserers‹.“

Reisewerke
- Séjour chez le Grand-Chérif de la Mekke. Hachette, Paris 1857; Textarchiv – Internet Archive. Deutsche Übersetzung von Helene Lobedan unter dem Titel Ein Aufenthalt bei dem Groß-Scherif von Mekka. Schlicke, Leipzig, 1862. Digitalisat – Eine englische Übersetzung erschien 1985 in der Reihe Arabia past and present,[9] eine arabische 2006.[10]
 weitere:
- 1837: Une année en Espagne
- 1842: Campagne de Rome
- 1844: Promenade au Maroc
- 1857 Cinquante jours au désert (dt. 50 Tage in der Wüste, Bergson-Sonenberg, Leipzig 1862 (= Bergson’s Eisenbahnbücher); beschreibt die Reise durch die Wüste von Souakin bis Kassala im Sudan)
- 1858 Cinq cents lieues sur le Nil (dt. 120 Meilen auf dem Nil, Bergson-Sonenberg, Leipzig 1866 (= Bergson’s Eisenbahnbücher))
- 1860 Les nuits du Caire. Librairie de la Hachette et Cie., Paris 1860